# Polyblastus fulvus
Polyblastus fulvus là một loài tò vò trong họ Ichneumonidae.